# محوطه چلو
محوطه چلو chalo مربوط به عصر مس - مفرغ است و در شهرستان جاجرم، بخش جلگه سنخواست، ۳ کیلومتری شرق شهر سنخواست واقع شده و این اثر در تاریخ ۷ اسفند ۱۳۸۶ با شمارهٔ ثبت ۲۱۲۹۲ به‌عنوان یکی از آثار ملی ایران به ثبت رسیده است.
در پی کاوشهای باستانشناسی در خراسان شمالی
شواهدی از روابط فرهنگی ایران و آسیای میانه در عصر مفرغ کشف شد
بجنورد - سرپرست تیم مشترک باستانشناسی ایران و ایتالیا در خراسان شمالی از کشف شواهدی مبنی بر وجود روابط فرهنگی ایران و آسیای میانه در عصر مفرغ خبر داد.
۱۳۹۰/۱۰/۲۲–۰۹:۰۱
به گزارش روز دوشنبه اداره کل میراث فرهنگی، صنایع دستی و گردشگری خراسان شمالی، 'علی اکبر وحدتی' گفت: این یافته‌ها در جریان کاوشهای اخیر بر روی محوطه باستانی 'چلو' حوالی شهر 'سنخواست' از توابع شهرستان جاجرم به دست آمده است.
وی افزود: فصل نخست کاوش باستانشناسی در محوطه تپه باستانی چلو مهر ماه امسال با همکاری هیئت ایتالیایی و نظارت مستقیم پژوهشگاه سازمان میراث فرهنگی، صنایع دستی و گردشگری انجام شد.
معاون میراث فرهنگی اداره کل میراث فرهنگی صنایع دستی و گردشگری خراسان شمالی ادامه داد: این محوطه یک استقرارگاه باستانی وسیع در حوالی شهر سنخواست است که نشانه‌های استقرار از دوره مس و سنگ تا دوره آهن (هزاره چهارم تا نخست پیش از میلاد) در آن برجای مانده است.
وحدتی گفت: این محوطه با گستره حدود ۶۰ هکتار در زمره بزرگترین استقرارگاه‌های پیش از تاریخ در شمال شرق کشور است که ایجاد شش کارگاه کاوش و ۲۸ گمانه تعیین حریم در بخشهای محوطه، نتایج ارزشمندی را به بار آورد.
وی افزود: کاوش در محوطه چلو در دو بخش استقراری و گورستان انجام شد که چشم‌انداز جدیدی از باستانشناسی پیش از تاریخ حوزه 'رود کالشور' و منطقه شمال شرق کشور را ترسیم کرد.
سرپرست تیم مشترک باستانشناسی ایران و ایتالیا در خراسان شمالی اظهار داشت: در منطقه گورستان با وجود فعالیتهای کشاورزی در دهه‌های قبل و تخریب تعدادی از گورها، بر اساس اطلاعات حاصل از کاوش در شش گور می‌توان بخشی از آداب تدفین را بازسازی کرد.
وی گفت: برنامه باستانشناسی در محوطه چلو با هدف مطالعه توالی فرهنگی دوره پیش از تاریخ در منطقه و نیز تعیین عرصه و پیشنهاد حریم محوطه برای حفاظت و پایش بهتر از آن در برابر فعالیتهای مخرب انسانی صورت گرفت.
او افزود: در گورستان محوطه چلو مرده‌ها به پهلوی راست و به حالت خمیده (چمباتمه زده) دفن شده‌اند و هدایای تدفینی اغلب در بالای سر و کنار پاهای آنها چیده شده و در تمام گورهای کاوش شده یک ظرف آشپرخانه‌ای وجود دارد که در آن بقایای مواد غذایی به چشم می‌خورد.
وحدتی ادامه داد: نخستین بار است که یک گورستان مربوط به دوره فرهنگی مجموعه باستان‌شناسی 'مرو باختر' در شمالشرق ایران با روش علمی کاوش می‌شود و در آن هم اشیا تجملاتی و هم سفال شاخص این دوره فرهنگی پیدا شده است.
وی گفت: کشف این آثار از محوطه چلو به مطالعه تعاملات فرهنگی بین ایران و آسیای میانه در اواخر هزاره سوم و اوایل هزاره دوم پیش از میلاد کمک شایانی خواهد کرد.
او افزود: کاوش تیم مشترک در نیمه غربی محوطه چلو یک محدوده ذخیره‌سازی آذوقه به مساحت حدود یک هکتار را آشکار ساخت و آثاری از مهر و موم دهانه خمره‌ها به دست آمد که به احتمال قوی نشاندهنده یک نظام انبارداری پیشرفته و کنترل مواد ورودی و خروجی به انبارها است.
وی گفت: بر اساس اطلاعات حاصل از کاوش، این محدوده ذخیره‌سازی در عصر مفرغ قدیم و میانی فعال بوده است.
او افزود: بر اساس بررسیهای باستانشناسی این منطقه در دوره پیش از تاریخ با مناطق آسیای میانه، دشت گرگان و فلات مرکزی ایران در ارتباط بوده است.
معاون اداره کل میراث فرهنگی، صنایع دستی و گردشگری خراسان شمالی ادامه داد: محوطه باستانی چلو در مسیر یک شاهراه باستانی قرار گرفته که در قرون اولیه اسلام نیشابور و گرگان را به هم مرتبط می‌کرده و شاید بتوان گفت این راه از دوره پیش از تاریخ شکل گرفته است.
وحدتی افزود: با ادامه کاوش در این محوطه در سالهای آتی می‌توان نقش کلیدی منطقه حاشیه کویر و حوزه کالشور را در تکامل فرهنگهای پیش از تاریخ شمال شرق فلات روشن ساخت و به سوالات مهمی در مورد روابط فرهنگی ایران و آسیای میانه پاسخ داد.
سرپرست ایرانی تیم مشترک ایران - ایتالیا در کاوش تپه چلو گفت: محوطه باستانی چلو نظر به جایگاه مطالعاتی و اهمیت فرهنگی اش در سال ۱۳۸۶ در فهرست آثار ملی کشور به ثبت رسیده است.
کاوشگران ایتالیایی و فرانسوی چهار سال پیش با مطالعه بر روی تپه تاریخی چلو سنخواست، دیرینگی آن را بیش از پنج هزار سال تخمین زده بودند.
بخشی از این محوطه تاریخی که در حاشیه مزارع کشاورزی منطقه قرار دارد مدتی پیش توسط برخی از افراد محلی مورد تخریب قرار گرفته و شخم زده شده بود.
شهر 'سنخواست' مرکز بخشی با همین نام از توابع شهرستان جاجرم واقع در ۱۰۰ کیلومتری جنوب غربی بجنورد سه هزار و ۲۰۰ نفر جمعیت دارد. ک/۱
۶۲۶
انتهای خبر / خبرگزاری جمهوری اسلامی (ایرنا) / کد خبر ۳۰۷۵۵۵۲۶
https://web.archive.org/web/20120110115346/http://www.irna.ir/News/30755526/%D8%B4%D9%88%D8%A7%D9%87%D8%AF%DB%8C-%D8%A7%D8%B2-%D8%B1%D9%88%D8%A7%D8%A8%D8%B7-%D9%81%D8%B1%D9%87%D9%86%DA%AF%DB%8C-%D8%A7%DB%8C%D8%B1%D8%A7%D9%86-%D9%88-%D8%A2%D8%B3%DB%8C%D8%A7%DB%8C-%D9%85%DB%8C%D8%A7%D9%86%D9%87-%D8%AF%D8%B1-%D8%B9%D8%B5%D8%B1-%D9%85%D9%81%D8%B1%D8%BA-%D9%83%D8%B4%D9%81-%D8%B4%D8%AF/%D9%81%D8%B1%D9%87%D9%86%DA%AF%DB%8C/عکس